# Braja Emas
Braja Emas is een bestuurslaag in het regentschap Lampung Timur van de provincie Lampung, Indonesië. Braja Emas telt 1925 inwoners (volkstelling 2010).